# Recalcat
El recalcat és un procés de fabricació que es realitza a la forja i que consisteix a colpejar una peça axialment, disminuint la seva longitud i augmentant-ne la secció. És important saber que aquest procés es realitza en calent per evitar que les fibres del material s'obrin. El recalcat permet obtenir peces amb formes complexes que amb altres procediments s'haurien de fer en parts per separat i posteriorment s'haurien de soldar. Per aquest motiu, és el procediment que s'utilitza habitualment per fabricar, per exemple, els caps dels cargols.

## Regles per evitar el vinclament en el recalc
En alguns casos quan es realitza el recalcat, si la peça no compleix unes determinades especificacions geomètriques, pot flectar. A continuació es presenten les precaucions que cal tenir en compte:
Longitud baixa
1. Si la longitud de la barra és inferior o igual a 3 vegades el seu diàmetre, s'utilitzarà una estampa oberta.
Longitud alta i poc augment de diàmetre
2. Si la longitud de la barra és superior a 3 vegades el seu diàmetre, s'utilitzarà una estampa tancada, però en aquest cas, el diàmetre no es podrà augmentar més del 50%.
Longitud alta i gran augment de diàmetre
3. Si es vol augmentar el diàmetre de la barra més del 50%, caldrà realitzar recalcats intermedis.
Per augmentar més del 50% el diàmetre de la barra, el nombre de passos necessaris (n) serà l'obtingut amb l'equació següent: Per reduir els passos, es pot utilitzar una estratègia que consisteix a passar de secció rodona a secció quadrada. D'aquesta manera, apareix una arrel quadrada de dos que farà reduir el nombre de passos (n) tal com es mostra a continuació:

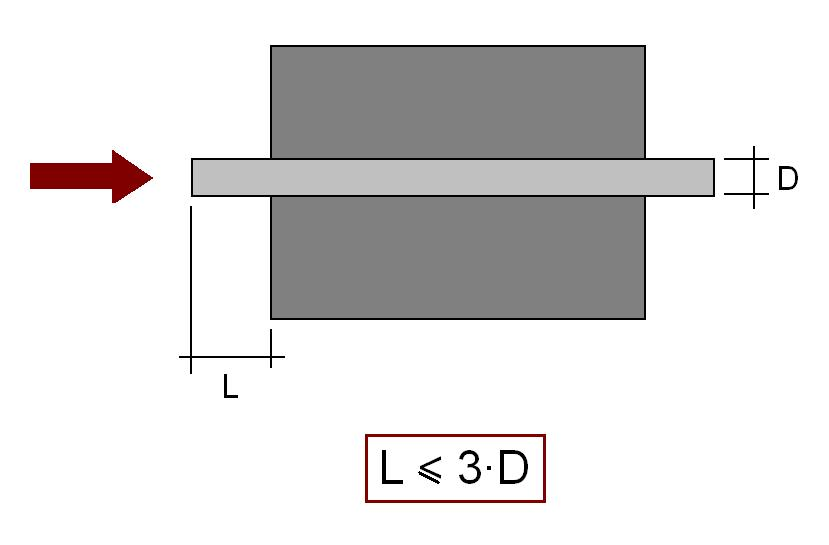
Longitud baixa
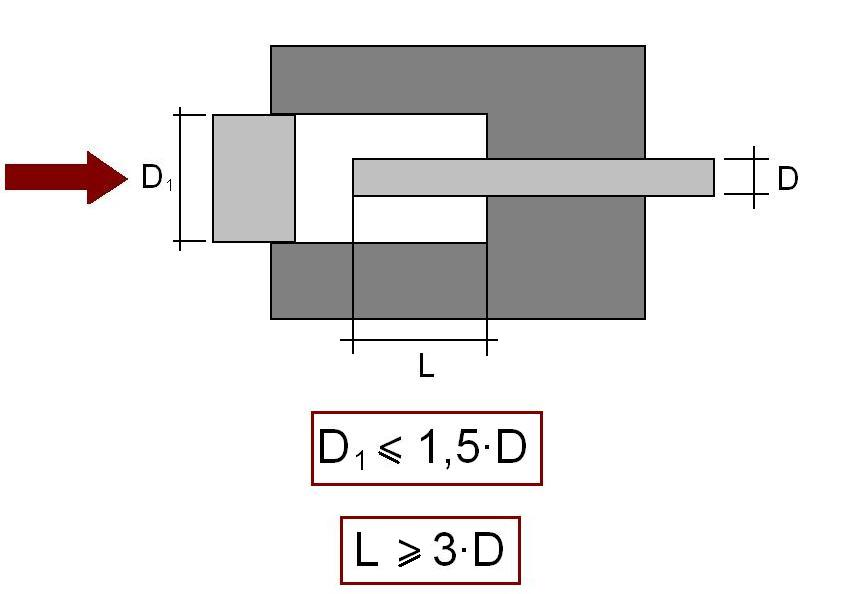
Longitud alta i poc augment de diàmetre
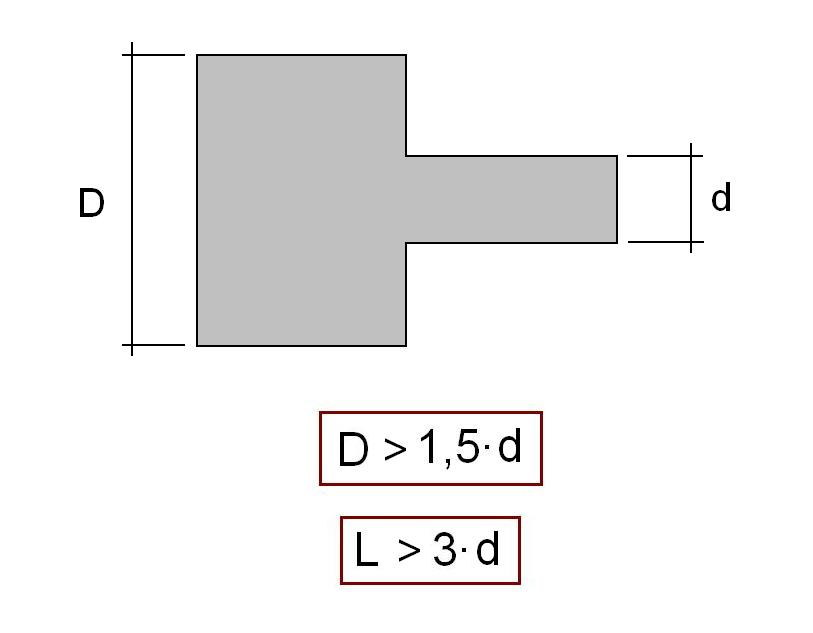
Longitud alta i gran augment de diàmetre
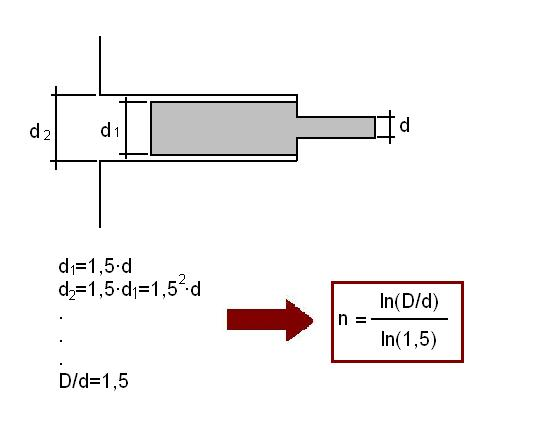
Nombre de passos necessaris
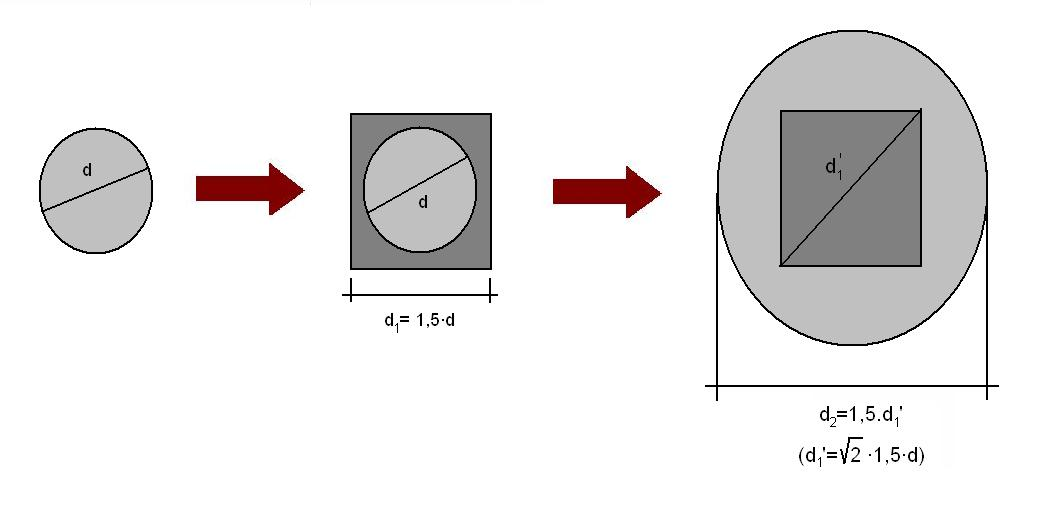
Pas de secció rodona a secció quadrada